# Mudan Auto
Mudan Auto — китайський виробник компактних вантажівок та автобусів, що розташований в Zhangjiagang, Цзянсу, Китай. Компанія заснована в 1998 як частина Jiangsu Mudan Automobile Group Co, Ltd.. Поряд з компактними фургонами MD1020 довжиною 3,2 м випускає гаму автобусів MD6700 за ліцензією японської компанії Hino. Компанія виробляє до 20 000 автобусів щорічно, це один з найбільших виробників автобусів у світі.

## Моделі
- Mudan MD5061 Mini bus
- Mudan MD6100EV City bus
- Mudan MD6106 City bus
- Mudan MD6110 Tourist bus
- Mudan MD6601 Mini bus
- Mudan MD6608 Mini bus
- Mudan MD6609 Mini bus
- Mudan MD6669 Mini bus
- Mudan MD6701 Mini bus
- Mudan MD6703 Mini bus
- Mudan MD6720 City bus
- Mudan MD6728 Mini bus
- Mudan MD6750 City bus
- Mudan MD6820 City bus

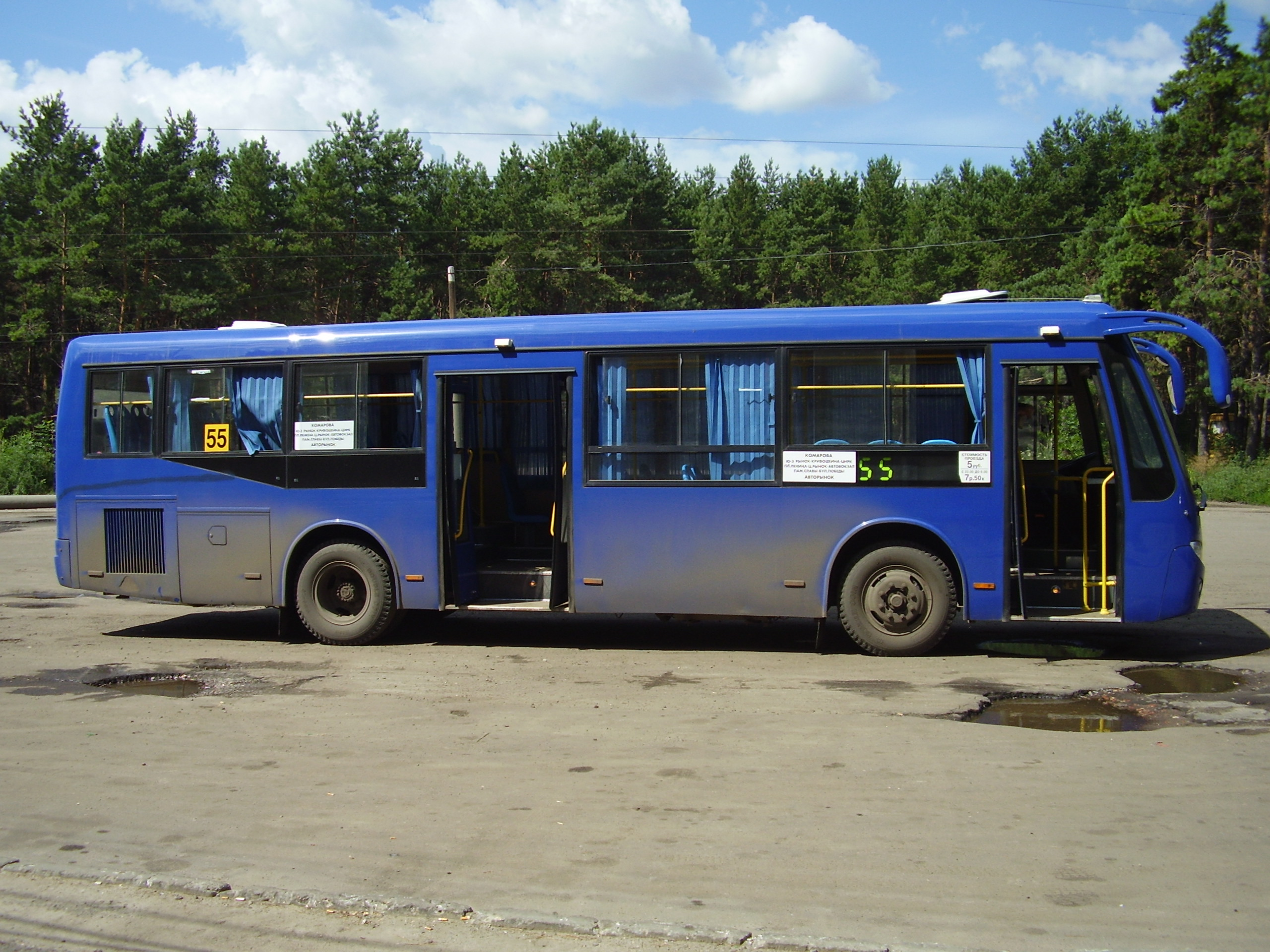
автобус у Воронежі
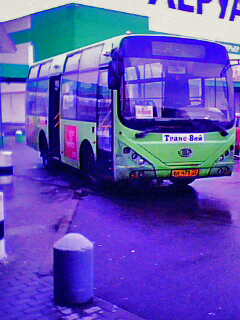
Mudan MD6750 bus
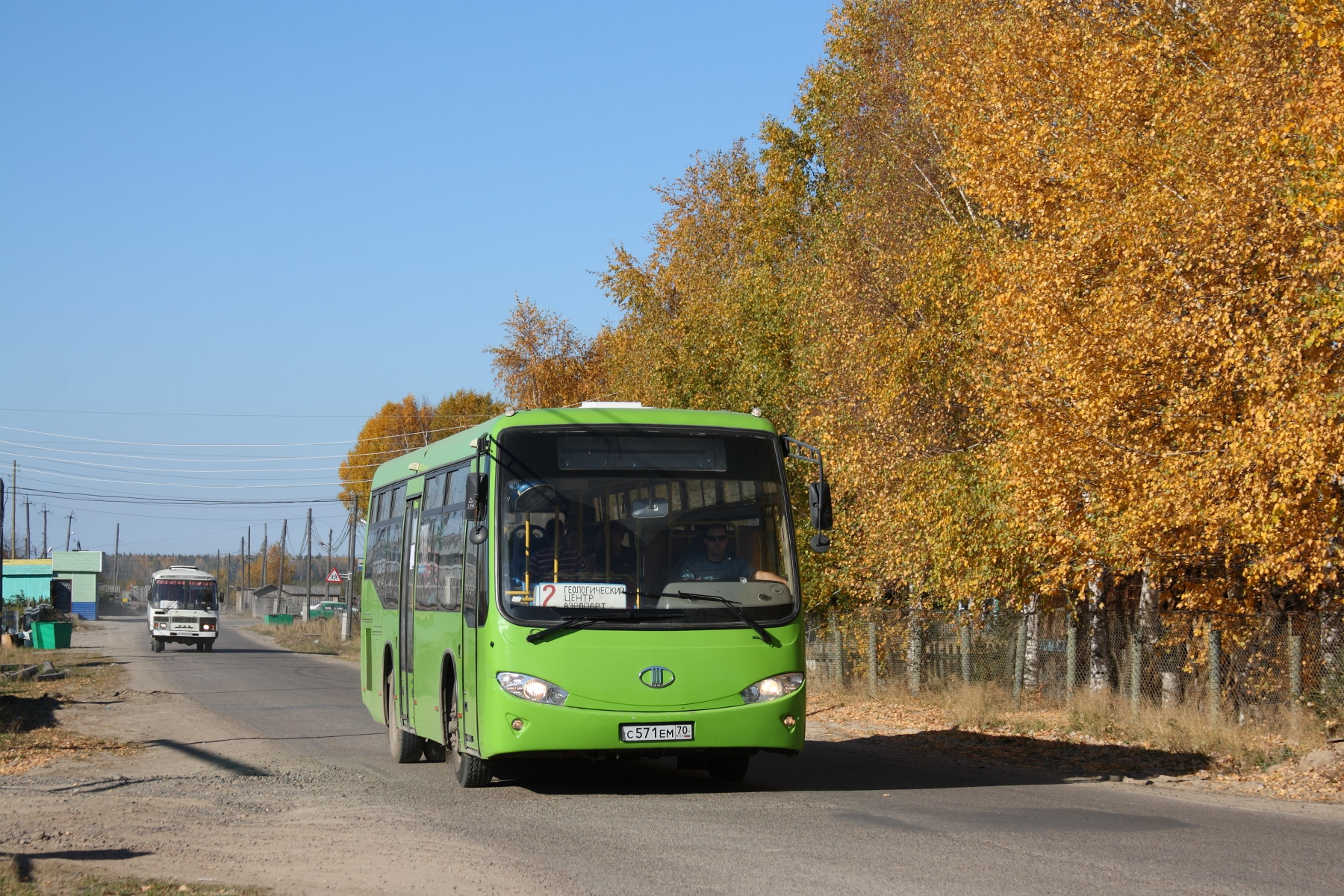
автобус у Томській області